# Chatanayus
Chatanayus is een geslacht van kevers uit de familie  
kniptorren (Elateridae).
Het geslacht is voor het eerst wetenschappelijk beschreven in 1940 door Fleutiaux.

## Soorten
Het geslacht omvat de volgende soorten:
- Chatanayus fleutiauxi (Schwarz, 1906)
- Chatanayus fragilicornis Ferrer, 1998
- Chatanayus fuscus (Miwa, 1930)
- Chatanayus hidaensis Ôhira, 2005
- Chatanayus insularis (Miwa, 1934)
- Chatanayus ishiharai (Nakane & Kishii, 1954)
- Chatanayus spissicornis Ferrer, 1998
- Chatanayus taiyarui (Miwa, 1934)